# Démouville
Démouville är en kommun i departementet Calvados i regionen Normandie i norra Frankrike. Kommunen ligger i kantonen Troarn som ligger i arrondissementet Caen. År 2022 hade Démouville 3 017 invånare.

## Befolkningsutveckling
Antalet invånare i kommunen Démouville
Referens: INSEE